# Буђ (Пале)
Буђ је насељено мјесто у општини Пале, Република Српска, БиХ. Према попису становништва из 1991. у насељу је живјело 57 становника.
Овдје се налази Некропола са стећцима Мраморје.

## Становништво
| Националност       | 1991. | 1981. | 1971. | 1961. |
| Срби               | 54    | 104   | 152   | 160   |
| Муслимани          | 2     | 6     | 10    | 9     |
| Хрвати             |       |       |       | 1     |
| остали и непознато | 1     |       |       |       |
| Укупно             | 57    | 110   | 162   | 170   |

| Демографија | Демографија | Демографија |
| Година      | Становника  | Становника  |
| ----------- | ----------- | ----------- |
| 1961.       | 170         |             |
| 1971.       | 162         |             |
| 1981.       | 110         |             |
| 1991.       | 57          |             |